# Ефимов, Иван Ефимович (архитектор)
Ива́н Ефи́мович Ефи́мов (18 марта 1795 — 15 августа 1841) — русский архитектор эпохи позднего классицизма, академик архитектуры Императорской Академии художеств. Автор большого количества зданий в Санкт-Петербурге, Нижнем Новгороде, в уездных городах Нижегородской губернии, в Твери и в других городах России.

## Биография
Родился в деревне Яковлевке Обоянского уезда Курской губернии (сейчас это деревня Яковлевка Пристенского района Курской области). Незаконнорождённый сын крепостной крестьянки Анисьи Леонтьевой и суворовского офицера помещика Ефима Григорьевича Заплатина. В девятилетнем возрасте был принят в воспитанники Императорской Академии художеств, которую закончил в 1815 году с малой золотой медалью по «проекту здания Сената» и был выпущен из Академии с аттестатом 1-й степени и шпагой (1815).

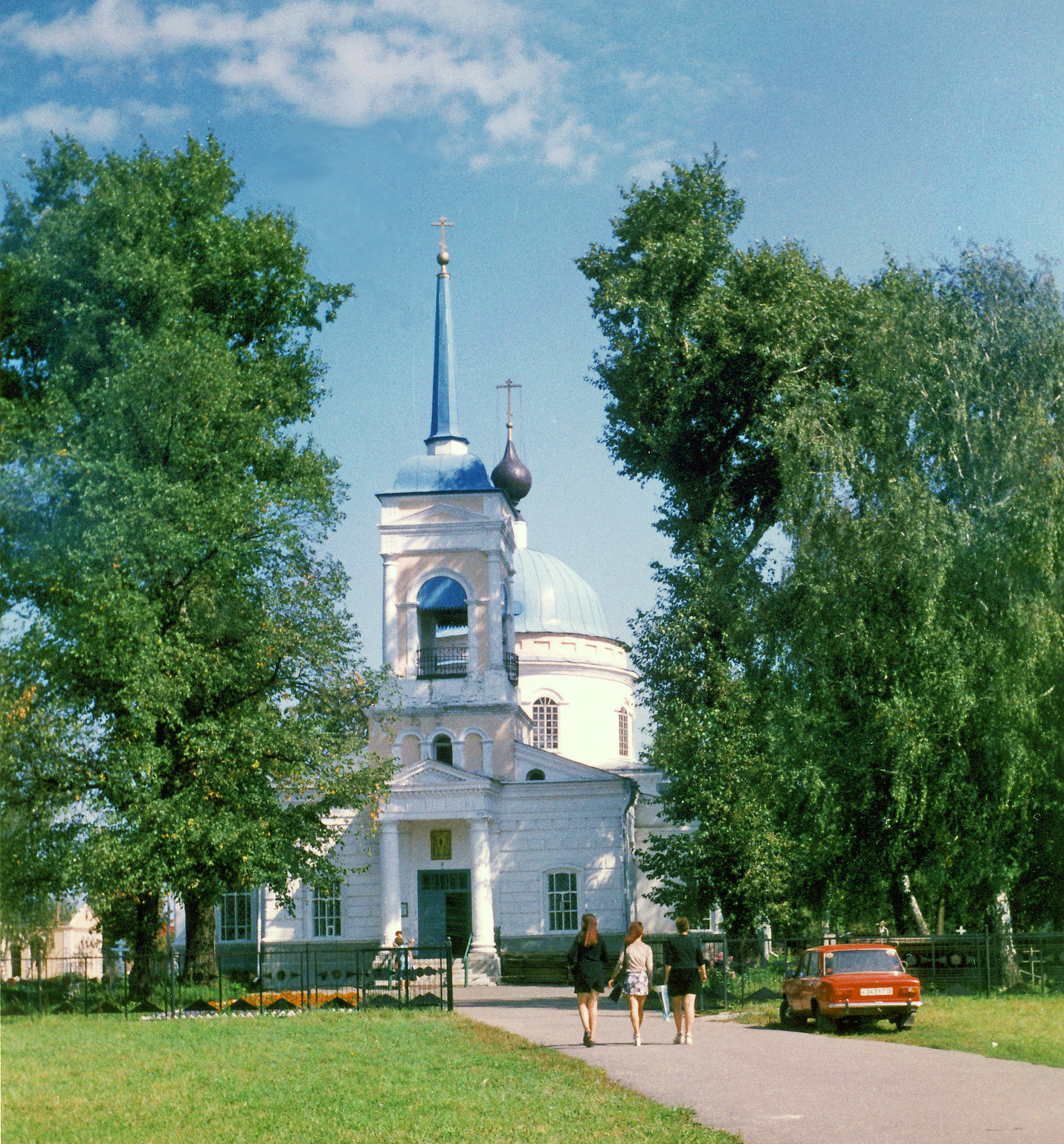
Церковь Покрова Пресвятой Богородицы в Городце

С 1817 года работал в Москве, в Комитете строений и гидравлических работ у А. А. Бетанкура. С 1819 года — в Нижнем Новгороде, куда был направлен для строительства тюремного острога. В 1820 году по просьбе губернатора А. С. Крюкова стал нижегородским губернским архитектором. Был признан «назначенным в академики» (1820) по «проекту соборной церкви». 16 сентября 1825 года избран Императорской Академией художеств академиком архитектуры по «проекту университета на 200 человек».
Ефимов создавал от 50 до 200 проектов ежегодно, одновременно осуществляя контроль за возведением казённых зданий, храмов и частных домов по всем городам края, участвовал в строительстве в Санкт-Петербурге, Костроме, Ярославле и других городах. Разработал несколько типов доходных домов. На основе образцовых фасадов проектировал импозантные 2—3-этажные особняки с колонными портиками или пилястрами на главных фасадах. Участвовал в установке обелиска в честь К. Минина и Д. Пожарского (1826—1828) в Нижнем Новгороде.
Вместе с П. Д. Готманом разработал программу коренного градостроительного переустройства Нижнего Новгорода (1834—1842 годы).
Чрезвычайно интенсивная работа привела к болезни и смерти. Данные о годе смерти разнятся от 1841 (Н. Ф. Филатов) до 1864 (Е. В. Холодова).

## Проекты

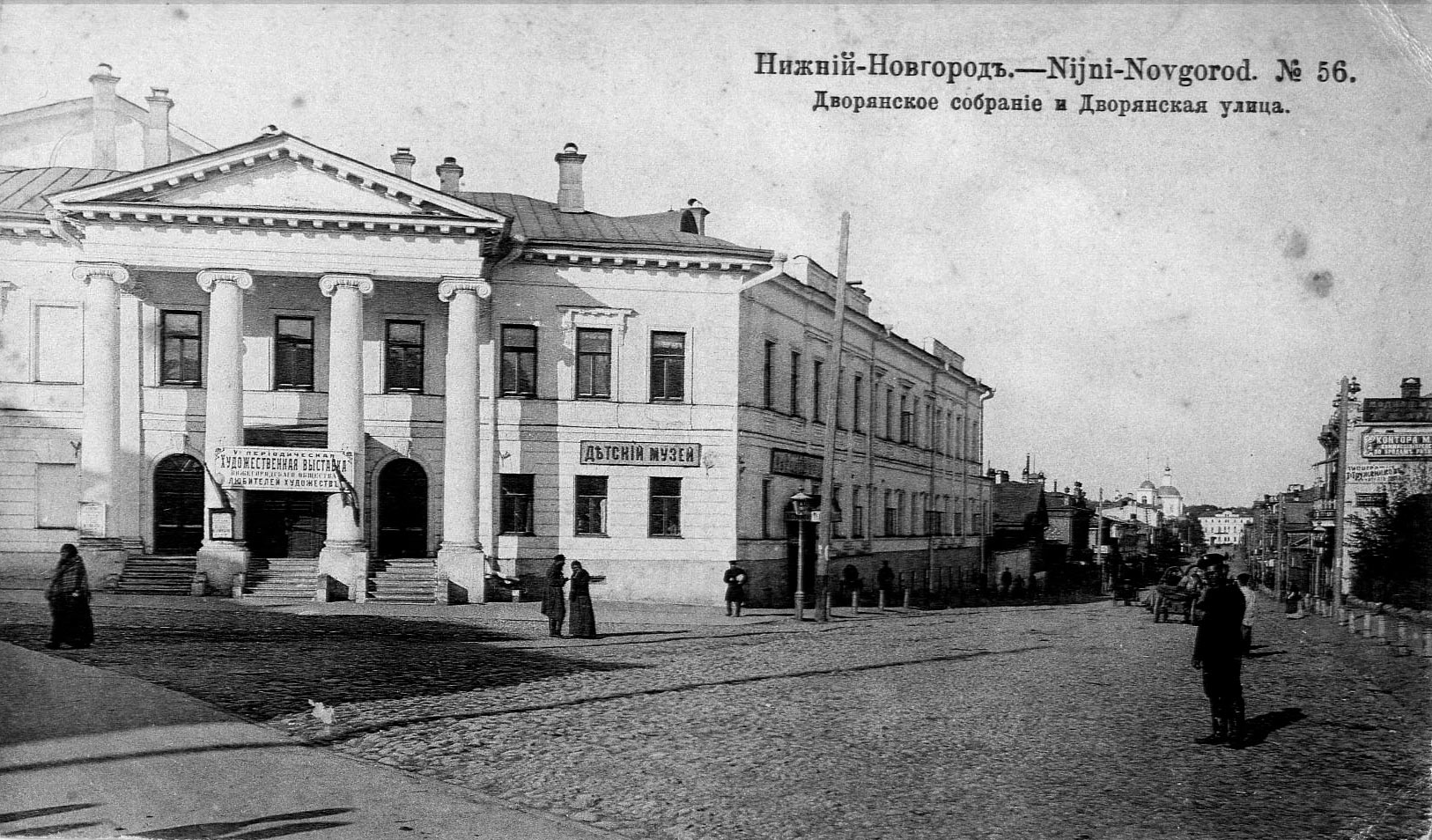
Здание дворянского собрания, Нижний Новгород, 1913, фото М. П. Дмитриева

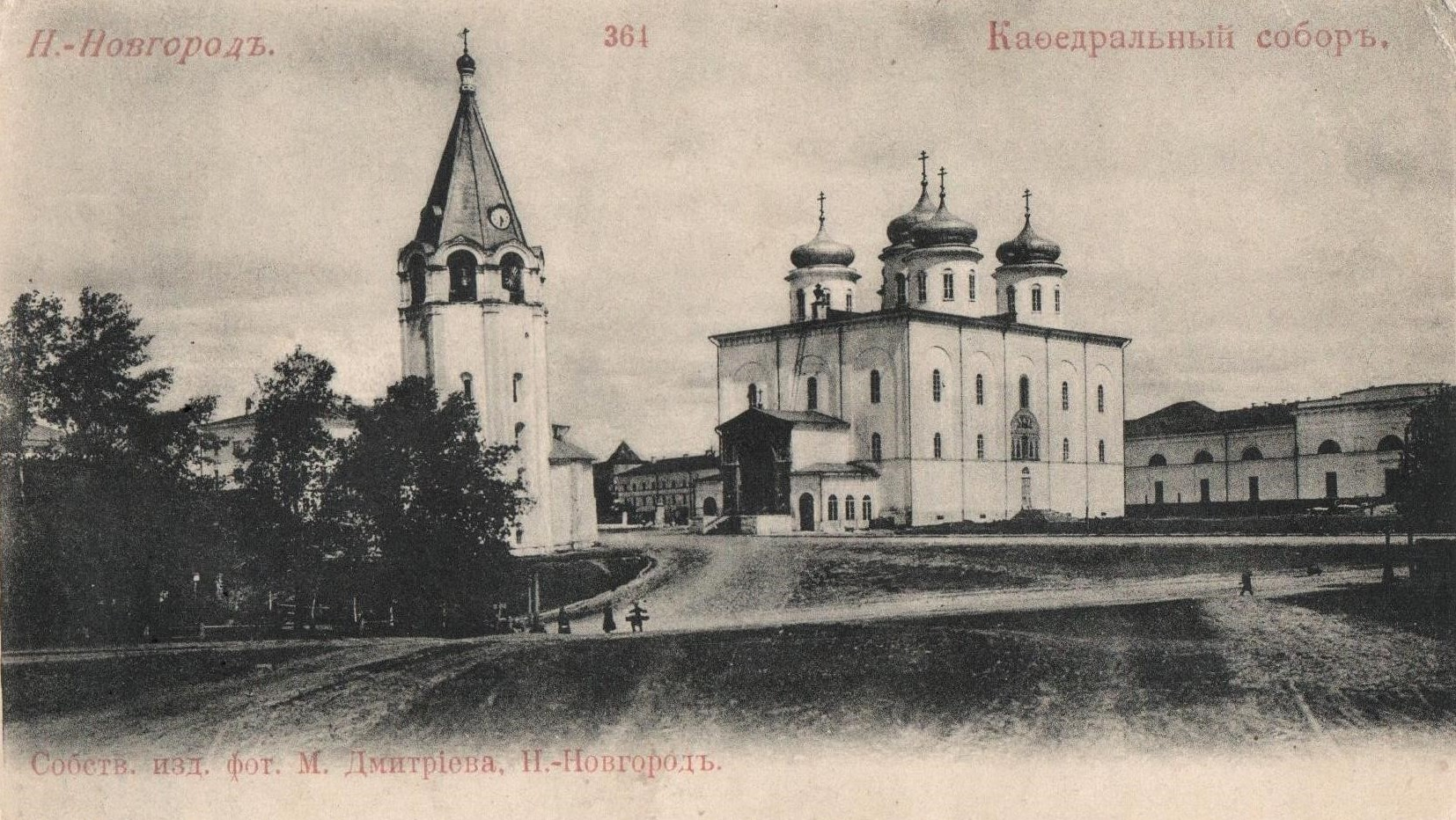
Спасо-Преображенский собор в кремле, Нижний Новгород, 1913, фото М. П. Дмитриева

- Проект Троицкого собора для города Кинешмы (1819[2]). За этот проект Ефимов получил звание «назначенного в академики».
- Церковь в честь Покрова Пресвятой Богородицы в Городце (1824[3]).

### В Нижнем Новгороде
Нижний Новгород обязан И. Е. Ефимову архитектурным образом и градостроительными переменами в эпоху позднего классицизма начала XIX века. Сохранилось большое количество зданий, возведенных по его проектам.
- Здание дворянского собрания, (1822—1826, Б. Покровская,18)
- Корпус верхнепосадских торговых рядов на Благовещенской площади (пл. Минина и Пожарского,2/2).
- Кремлёвский Спасо-Преображенский собор (1829—1834).
- Манеж в Нижегородском кремле (1825—1826, изображение (недоступная ссылка))
- Здание Соляной конторы Строгановых (1829, изображение (недоступная ссылка))
- Флигель усадьбы Румянцевых (ул. Грузинская, 30).
- Дом врача Г. И. Эвениуса (ул. Варварская, 3а).
- Дом Строгановых (ул. Суетинская, 23), вместе с А. Л. Леером.
- Дом полковника А. Беляева (ул. Ошарская, 36, 1834)
- Дом Ф. А. Румянцевой (ул. Грузинская, 30)
- Дом М. Кузнецова (ул. Малая Покровская, 17, 1820-е годы, изображение (недоступная ссылка)).
- Дом И. С. Нестерова (ул. Ильинская, 2, 1823, изображение (недоступная ссылка)).